# POCI

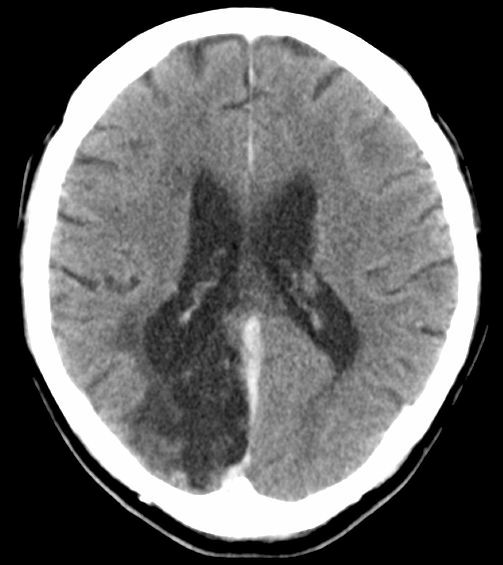
Zawał mózgu typu POCI w obrazie tomografii komputerowej głowy.

POCI (ang. posterior circulation infarct) – zawał mózgu w obszarze unaczynienia tylnego, tzn. kręgowo-podstawnego.
Ponieważ tętnica tylna mózgu doprowadza krew do płata potylicznego, gdzie zlokalizowany jest m.in. korowy ośrodek wzroku, więc w przypadku POCI będą występować zaburzenia wzrokowe, najczęściej pod postacią niedowidzenia połowiczego jednoimiennego obejmującego połówki pola widzenia kontralateralne do ogniska w mózgu.
Inne objawy będą wynikały z niedrożności lub zwężenia tętnicy podstawnej lub jej odgałęzień, co prowadzi m.in. do niedokrwienia móżdżku, które objawia się ataksją i oczopląsem.